# Josef Kolina
Josef Kolina (* 16. října 1980 Praha) je český žurnalista. V rodném městě vystudoval tehdejší Střední průmyslovou školu zeměměřickou (maturoval v roce 2001) a následně pokračoval na Vyšší odborné škole publicistiky. Po ní nastoupil do redakce Lidových novin, v nichž se zaměřoval především na dopravu a své články podepisoval zkratkou „jfk“. Po pěti letech působení v tomto periodiku přešel do časopisu Týden. Následně se začal objevovat i v televizi Barrandov, s níž časopis Týden spolupracuje. Stále sice Kolinovým hlavním tématem zůstává doprava, nicméně věnuje se i dalším oblastem. Zajímá se též o cestování, mapy, cyklistiku či architekturu a město Prahu.
Vedle Lidových novin a Týdne se jeho články objevily také v E15 či na portále iDNES.cz.